# Прокопович Сергій Миколайович
Прокопович Сергій Миколайович (1871, Царське Село — 1955, Женева) — російський економіст, публіцист і політик.

## Життєпис
Закінчив Брюссельський університет (1899), був членом «Союзу російських соціал-демократів за кордоном», належав до вкрай правого крила «економізму».
У 1904 році був у раді ліберального «Союзу визволення». У 1905 році став членом ЦК кадетської партії, але незабаром вийшов з нього. 1906 року спільно з Є. Д. Кусковою видавав у Петербурзі журнал «Без заголовка». У Тимчасовому уряді був міністром торгівлі та промисловості (серпень 1917) та продовольства (вересень-жовтень 1917).
У 1922 році висланий з СРСР за антирадянську діяльність. В еміграції (Берлін, Прага, Женева, з 1939 в США) у 1920-1930-і рр. керував виданням журналів «Економічний збірник», «Російський економічний збірник» та ін.

## Наукова діяльність
Основна увага в його роботах були приділена питанням аграрної політики і становищу робітничого класу при капіталізмі. Виступав проти революційних аграрних перетворень, вважаючи головним надання селянам громадянських прав. Прокопович вважав, що робітники повинні домагатися поліпшення свого становища тільки в рамках капіталістичної системи. Був активним популяризатором ідей Е. Бернштейна в Росії. Багато робіт Прокоповича присвячені історії народного господарства СРСР, теорії та практиці соціалістичного будівництва.